# Pallamano ai XVIII Jeux des îles
Le gare di pallamano ai XVIII Jeux des îles si sono svolte ad Ajaccio, il 1º e il 2 luglio 2014.
Per seguire l'alternanza imposta dal COJI, nell'edizione 2014 si è svolto soltanto il torneo maschile.

## Selezioni partecipanti
- Corsica
- Martinica
- Sicilia

## Formula
Visto il calo vertiginoso del numero di partecipanti al torneo rispetto alle altre edizioni, si è disputato un unico girone con la formula del round-robin con partite di andata e di ritorno. In caso di vittoria la squadra si aggiudica 2 punti, in caso di sconfitta 1, mentre se la squadra non si presenta in campo prende 0 punti.
Il primo classificato vince la medaglia d'oro, il secondo quella d'argento, il terzo quella di bronzo.

## Risultati

### Prima giornata
| Ajaccio 1º luglio 2014, ore 9.00 CEST | Sicilia | 30 – 34 | Martinica | Gymnase Pascal Rossini |

| Ajaccio 1º luglio 2014, ore 11.00 CEST | Martinica | 27 – 30 | Corsica | Gymnase Pascal Rossini |

| Ajaccio 1º luglio 2014, ore 17.30 CEST | Corsica | 35 – 16 | Sicilia | Gymnase Pascal Rossini |

### Seconda giornata
| Ajaccio 1º luglio 2014, ore 11.00 CEST | Martinica | 41 – 19 | Sicilia | Gymnase Pascal Rossini |

| Ajaccio 1º luglio 2014, ore 17.30 CEST | Corsica | 28 – 21 | Martinica | Gymnase Pascal Rossini |

| Ajaccio 2 luglio 2014, ore 9.00 CEST | Sicilia | 29 – 30 | Corsica | Gymnase Pascal Rossini |

## Classifica
| posiz | squadra   | G | V | N | P | Gf  | Gs  | DR  | Pt |
| ----- | --------- | - | - | - | - | --- | --- | --- | -- |
|       | Corsica   | 4 | 4 | 0 | 0 | 123 | 93  | +30 | 8  |
|       | Martinica | 4 | 2 | 0 | 2 | 123 | 107 | +16 | 6  |
|       | Sicilia   | 4 | 0 | 0 | 4 | 94  | 140 | -46 | 4  |

## Podio
| 2º posto Martinica | 1º posto Corsica | 3º posto Sicilia |